# つぶぞろい
つぶぞろいは、2014年（平成26年）に品種登録されたイネ（稲）の品種。「ちゅらひかり」を花粉親、「めんこいな」を種子親とする交配によって育成された。品種名は、粒の大きさと美味しさをイメージして命名された。2017年（平成29年）産米は秋田県の産地品種銘柄（選択銘柄）となっている。

## 品種特性
熟期は晩生で、大粒。一般的な栽培方法より農薬の使用を半分以下にした減農薬栽培が可能で、秋田県では「あきたecoらいす」と名付けて販売されている（他に「秋のきらめき」も）。また、化学肥料の使用も半分以下とする特別栽培もおこなわれている。
炊飯米は、粘り・味・香りのバランスが良く、「あきたこまち」並の良食味。外観品質も良い。食感は柔らかく、食味はややすっきりしているが、噛むほどに甘みが増すとされる。